# Monastère de Latomou
Le monastère de Latomou (en grec moderne : Μονή Λατόμου) est un monastère byzantin du Ve siècle situé dans la ville haute de Thessalonique, en Grèce. Abritant un très bel exemple de mosaïques byzantines, il fait partie de la liste des 15 monuments paléochrétiens et byzantins de Thessalonique classés par l’UNESCO en 1988.

## Histoire
Le monastère fut construit sur un ancien bâtiment romain, vraisemblablement à la fin du Ve siècle. Vers 830, Joseph l'Hymnographe visita les lieux. En 1430, après la prise de la ville par les Ottomans, le catholicon du monastère fut converti en mosquée. Les mosaïques furent redécouvertes en 1929 lors de la rénovation de la nouvelle église.

## Galerie

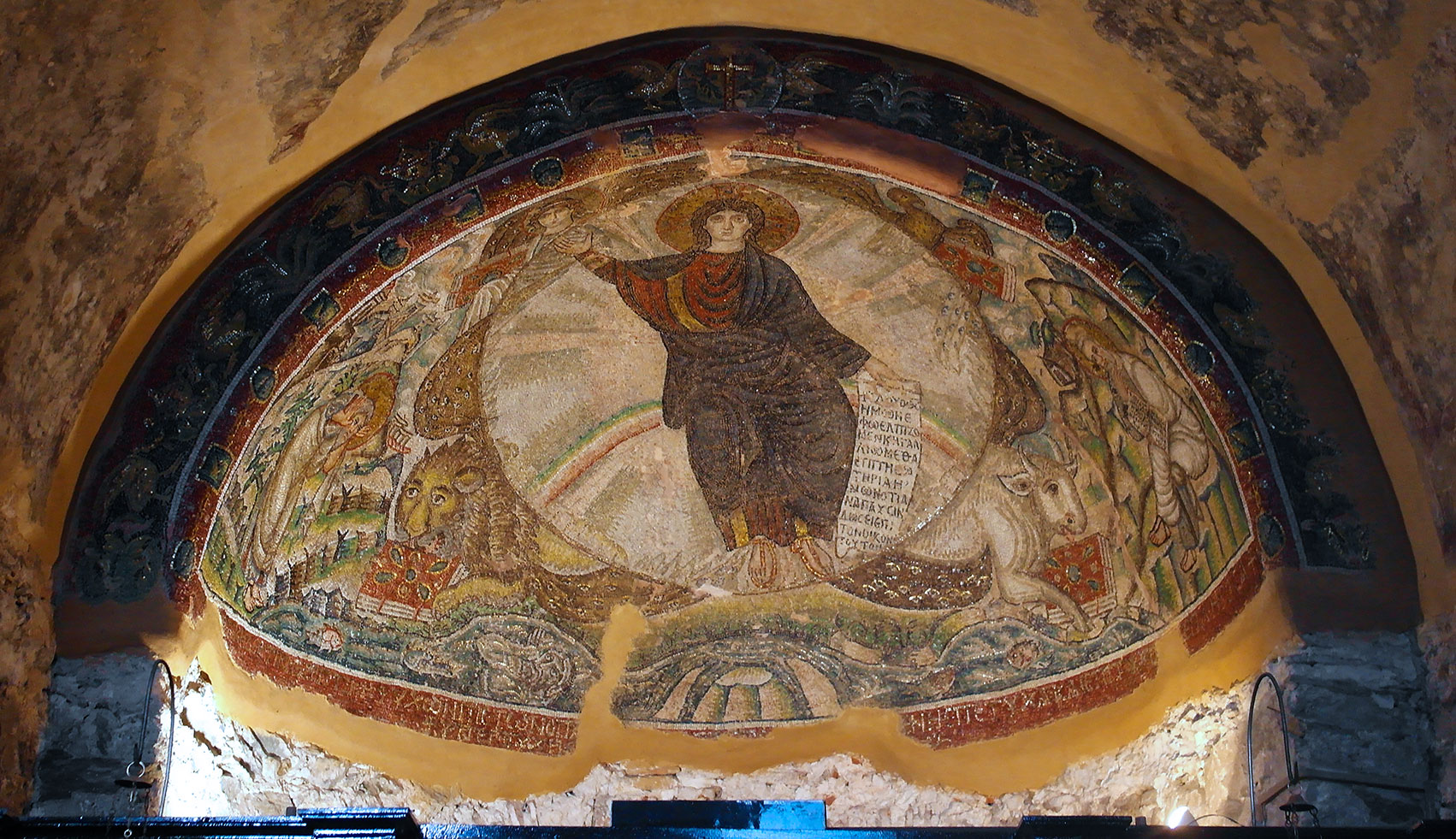
Mosaïque de la Théophanie.
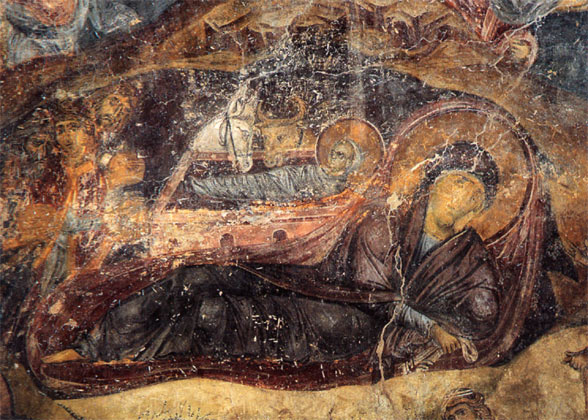
Fresque de la Nativité.
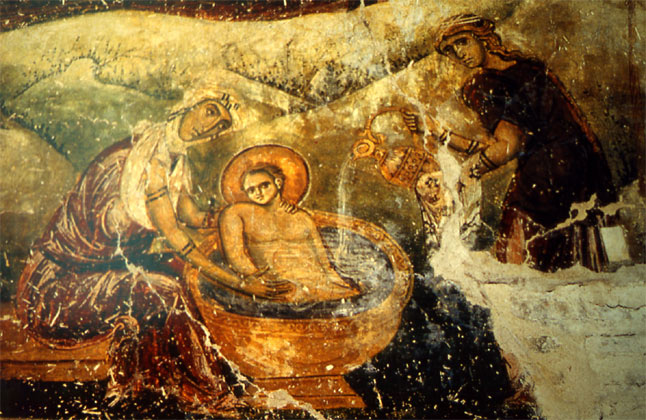
Fresque du bain de Salomé.